# Südösterreich

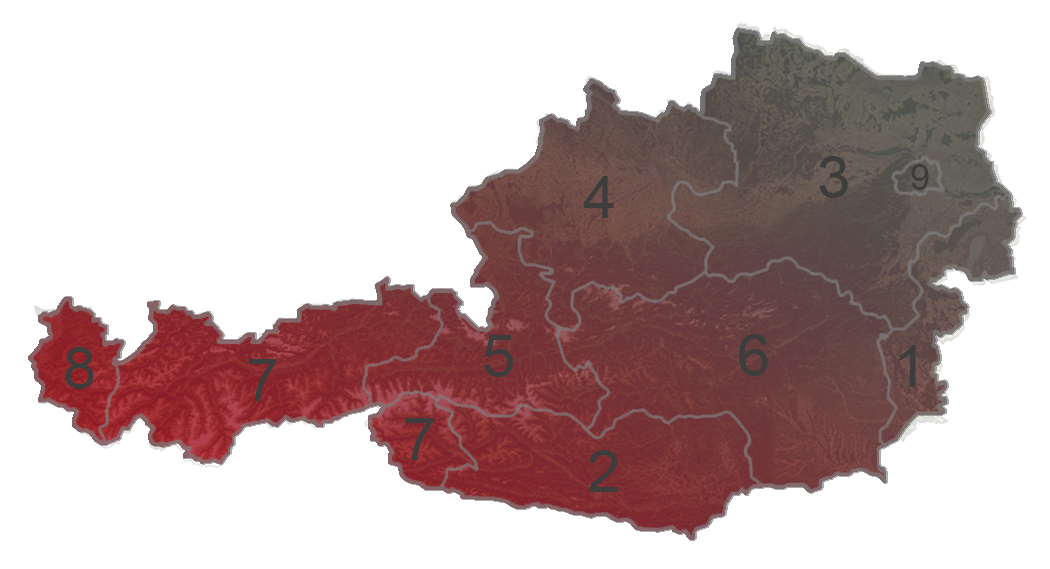
Bundesländer: 7 TIR/Osttirol, 2 KTN, 6 STM, 1 BLD (die Zahlen bezeichnen die übliche alphabetische Sortierung; Rotton markiert den alpinen Südwesten Österreichs)

Südösterreich bezeichnet den Süden Österreichs.

## Allgemein- und kulturgeografischer Raum

Österreichischer Reichskreis, 1681 – Südösterreich in der Blattmitte

Im allgemeingeografischen Sinne fasst man unter Südösterreich das Bundesland Kärnten, den Landesteil Osttirol, den Großteil der Steiermark und das südliche Burgenland zusammen, und meint damit die Teile Österreichs, die südlich des Alpenhauptkamms liegen, grob gesehen die Linie Brennerpass–Neusiedlersee. Die Region umfasst den Südostteil der Alpen, und das Alpenvorland im Südosten. Biogeografisch und klimatisch ist der Raum vom Grenzbereich von Illyrischen Klima, Pannonischem Klima und Alpenklima mit den entsprechenden Ökozonen geprägt.
In kulturgeografischem Sinne entspricht das der historischen Dreigliederung des Herzogtums Österreich, mit Innerösterreich als den südlichen Landesteilen (historisch bis an die Adria), dem „eigentlichen“ (Nieder-)Österreich (Nieder- und Oberösterreich) und Oberösterreich (Tirol mit Vorarlberg), sowie dem Erzbistum Salzburg (erst 1803 zu Österreich gekommen). Spuren dieser Geschichte finden sich sowohl in Brauchtum und Tradition, wie auch im regionalen Identitätsbewusstsein. Sprachlich herrschen südbairische Dialekte vor, es zeigen sich kulturell auch slawische Einflüsse.
Nach österreichischem Verständnis zeigt die Region schon leicht mediterrane Züge, was Lebensraum und Kultur betrifft, vergleichbar Südtirol.

## Statistikregion Südösterreich

NUTS:AT-1 (die Zahlen bezeichnen die NUTS-2 Regionen)
AT-2 Südösterreich

Im statistischen Sinne (als NUTS-Region) meint der Ausdruck die Gruppe von Bundesländern Kärnten und Steiermark.
Südösterreich in dieser Definition umfasst 30,924 % der Fläche Österreichs (25.938,45 km2), und 20,975 % der Wohnbevölkerung (1.770.395). Der Raum ist geprägt von wenigen industriellen und montanwirtschaftlichen Zentren und sonst klein- und mittelbetrieblich, land-, forstwirtschaftlich, mit für Österreich verhältnismäßig wenig Tourismus. Die Wirtschaftsdaten sind außerhalb der städtischen Ballungszentren Graz, Klagenfurt und Villach unterdurchschnittlich.